# Santa Ana Coatepec
Santa Ana Coatepec är en ort i Mexiko.   Den ligger i kommunen Huaquechula och delstaten Puebla, i den sydöstra delen av landet, 100 km sydost om huvudstaden Mexico City. Santa Ana Coatepec ligger 1 705 meter över havet och antalet invånare är 1 147.
Terrängen runt Santa Ana Coatepec är kuperad söderut, men norrut är den platt. Runt Santa Ana Coatepec är det ganska tätbefolkat, med 65 invånare per kvadratkilometer. Närmaste större samhälle är Atlixco, 7,9 km norr om Santa Ana Coatepec. I omgivningarna runt Santa Ana Coatepec växer huvudsakligen savannskog.